# 宮元美智子
宮元 美智子（みやもと みちこ、1986年4月9日 - ）は、滋賀県出身の元バスケットボール選手である。ポジションはガードフォワード。

## 来歴
小学校でバスケを始め、浅井中を経て、岐阜女子高校に進学。
2005年、三菱電機に入社。
2013年、日本代表に選出される。
2015年引退。

## 経歴
- 岐阜女子高校 - 三菱電機（2005年〜2015年）

## 日本代表歴
- 2013年バスケットボール女子アジア選手権
- 2014年女子バスケットボール世界選手権